# Orden de la Estrella de la Solidaridad Italiana
La Orden de la Estrella de la Solidaridad Italiana (en italiano: Ordine della Stella della Solidarietà Italiana) es una condecoración honoraria de la República Italiana.

## Historia
La orden fue instituida por el decreto 703 de 27 de enero de 1947 por mandato del jefe provisional del Estado, y reformado por el decreto legislativo 812 de 9 de marzo de 1948, a favor de todos aquellos que, sean italianos en el extranjero o extranjeros, hayan contribuido especialmente a la reconstrucción de Italia tras la Segunda Guerra Mundial.
El presidente de la República Italiana es el representante de la Orden, asistido por un consejo de cuatro miembros, y encabezado por el ministro italiano de asuntos exteriores.
Con la ley número trece del 3 de febrero de 2011, la orden fue reformada y renombrada como Ordine della Stella d'Italia (Orden de la Estrella de Italia).
La condecoración puede obtenerse mediante decreto del presidente de la República Italiana, o a propuesta del ministro italiano de Asuntos Exteriores.